# Gmina Ambla
Gmina Ambla (est. Ambla vald) – nieistniejąca gmina wiejska w Estonii, w prowincji Järva. W 2017 roku została włączona do gminy Järva.
W skład gminy wchodziły:
- 3 miasta: Ambla, Aravete, Käravete.
- 10 wsi: Jõgisoo, Kukevere, Kurisoo, Mägise, Märjandi, Raka, Rava, Reinevere, Roosna, Sääsküla.